# Zaire Thompson
Zaire Benjamin Thompson (* 24. Oktober 1995 in Chicago) ist ein in den USA geborener deutscher Basketballspieler.

## Laufbahn
Thompson kam in Chicago (US-Bundesstaat Illinois) zur Welt und wuchs in Weilheim in Deutschland auf. 2009 wechselte er von seinem Heimatverein TSV Weilheim ans Basketball-Internat der Urspringschule. 2011 gewann er mit der U16-Mannschaft der Schule den deutschen Meistertitel, 2013 wurde er mit Urspring deutscher U19-Meister. Sein Debüt für Ehingen/Ursprings Herrenmannschaft in der 2. Bundesliga ProA hatte er im Laufe des Spieljahres 2012/13 gegeben. Im Dezember 2012 holte er mit der Auswahl der Urspringschule als erste ausländische Mannschaft den Sieg beim Arby’s Classic, einem Turnier in Bristol (US-Bundesstaat Tennessee).
In der Saison 2014/15 studierte Thompson an der Fordham University und kam während dieser Zeit zu neun Einsätzen in der NCAA.
Zur Saison 2015/16 kehrte Thompson nach Deutschland zurück und schloss sich wieder der Mannschaft Ehingen/Urspring an, mit der er im Frühjahr 2016 Meister der 2. Bundesliga ProB wurde und auf diese Weise den Wiederaufstieg in die ProA vollzog.
Im Sommer 2017 wechselte er zu den Rostock Seawolves in die 2. Bundesliga ProB. Mit den Rostockern erreichte Thompson in der Saison 2017/2018 den Aufstieg in die 2. Bundesliga ProA auf und trug damit zum bis dahin größten Erfolg in der Vereinsgeschichte bei. Er blieb jedoch in der 2. Bundesliga ProB und schloss sich im Sommer 2018 dem ETB Essen an. Nach einem schwierigen Jahr in Essen, in dem seiner Mannschaft kurz vor dem Saisonende die Lizenz entzogen wurde, wechselte Thompson in der Sommerpause 2019 zum Regionalligisten SG Lützel-Post Koblenz. Er wurde in Koblenz Mannschaftskapitän. Als Nachrücker stieg er 2020 mit der Mannschaft in die 2. Bundesliga ProB auf. 2021 verließ er Koblenz und ging zum Karlsruher Drittligakonkurrenten Arvato College Wizards. Mit den Karlsruhern verpasste er 2022 auf sportlichem Wege den Klassenerhalt.
Im August 2022 gab Regionalligist SV Fellbach Thompson als Neuzugang bekannt. Er gewann mit der Mannschaft 2023 die Meisterschaft in der 1. Regionalliga Südwest. Anschließend spielte Thompson bis 2025 für Fellbach in der 2. Bundesliga ProB und war Kapitän der Mannschaft.